# Jack Whittingham
Jack Whittingham (8 augustus 1910 - 3 juli 1972) was een Brits scenarioschrijver.

## Levensloop en carrière
Whittingham begon zijn carrière in 1939 met het schrijven van het scenario voor de spionagefilm Q Planes met Ralph Richardson, Laurence Olivier en Valerie Hobson. In 1958 schreef hij samen met Kevin McClory het scenario van Longitude 78West, wat later zou gebruikt worden in de roman Thunderball van Ian Fleming en in de gelijknamige film uit 1965. Het kwam hiervoor tot een proces tussen McClory en Whittingham enerzijds en Ian Fleming en EON Productions anderzijds. 
Whittingham overleed in 1972 op 62-jarige leeftijd.
- Bibliothèque nationale de France: cb140672037 (data)
- Gemeinsame Normdatei: 140027629
- International Standard Name Identifier: 0000 0001 2122 5776
- Library of Congress Control Number: no2010141952
- Nederlandse Thesaurus van Auteursnamen: 073354317
- SNAC: w6hx1ppd
- Système universitaire de documentation: 148334040
- Virtual International Authority File: 17427984
- WorldCat: E39PBJwRT4htQHPrX4QgJqrDv3